# Alden, Wisconsin
Alden là một thị trấn thuộc quận Polk, tiểu bang Wisconsin, Hoa Kỳ. Năm 2010, dân số của thị trấn này là 2.746 người.